# L'Uomo Ombra (film 1994)
L'Uomo Ombra (The Shadow) è un film del 1994, diretto dal regista Russell Mulcahy, ispirato all'Uomo Ombra, personaggio nato nel 1930 da un programma radiofonico dedicato al mistero, Detective Stories, e poi protagonista di oltre trecento libri, la maggior parte dei quali scritti da Maxwell Grant.

## Trama
Il soldato americano Lamont Cranston è rimasto psicologicamente alterato dalla Grande Guerra sino al punto di darsi alla vita da spietato capo ladrone in Tibet, conosciuto come Ying Ko ("Aquila Oscura" in cinese). Un giorno viene catturato e portato al cospetto del Tulku, un sant'uomo che esibisce poteri ultraterreni, che gli offre la possibilità di redimersi, diventando una forza del bene. Cranston inizialmente rifiuta e viene attaccato da Thurba, un mistico coltello-pugnale spiritato, comandato dal Tulku. Alla fine, Cranston diventa lo studente del Tulku e impara come "offuscare le menti altrui" (una specie di ipnosi) e piegare le loro percezioni degli altri in modo da diventare invisibile ai loro occhi, a parte la sua ombra (l'unica cosa di cui non potrà mai sbarazzarsi).
Sette anni dopo, nel 1930, Cranston vive a New York sotto le spoglie di un fatuo e ricco playboy con l'alter ego dell'Uomo Ombra, un misterioso, tenebroso e sfuggente vigilante mascherato che terrorizza i criminali sfruttando i poteri appresi dal Tulku. Le molte vite che ha salvato dai malviventi gli rendono il favore lavorando per lui, aiutandolo a tenere sotto controllo tutti i movimenti misteriosi e illegali che animano la grande mela e  fornendogli informazioni e conoscenze specialistiche. La sua identità è in gran parte sconosciuta, soprattutto a suo zio Wainwright, che sembra essere il commissario di polizia di New York, che deve ipnotizzare regolarmente per impedire alla polizia di interferire con lui.
Due cose però sconvolgono pericolosamente la doppia vita di Cranston: l'incontro con l'affascinate telepate Margo Lane, figlia dell'eccentrico scienziato Reinhardt Lane, dalla quale viene sentimentalmente attratto, e l'arrivo di Shiwan Khan, un malvagio signore della guerra e ultimo discendente del grande Gengis Khan. Giunto a New York all'interno del suo sarcofago, Shiwan è intenzionato a finire ciò che l'antenato era intenzionato a fare: conquistare il mondo. Similarmente a Cranston, Shiwan è stato allievo del Tulku ma è rimasto votato al male, uccidendo il suo maestro. L'intento di Shiwan è di portare Cranston dalla sua parte, contando sul suo oscuro passato non ancora del tutto domato.
Farley Claymore, il folle assistente del Prof. Lane, corteggia invano Margo e brama più potere di quanto lo scienziato possa credere, lavorando in segreto a un secondo congegno per Shiwan Khan, pericoloso quanto quello di Reinhardt Lane. Shiwan gli fa così assemblare una bomba dal potenziale analogo a una bomba atomica e minaccia la città di New York di utilizzarla se non otterrà il dominio degli Stati Uniti. Shiwan ipnotizza Margo e cerca senza successo di farla uccidere da Cranston in modo che il suo lato oscuro riemerga. Nei panni dell'Uomo Ombra, Cranston tenta di salvare il rapito Reinhardt inoltrandosi nel covo di Shiwan, ma viene messo alle strette dagli uomini di quest'ultimo e rinchiuso in una cella di sommersione da Claymore; riuscendo a richiamare mentalmente Margo, l'Uomo Ombra riesce a trarsi in salvo. Cranston scopre infine dove si trova il nuovo nascondiglio di Shiwan: il lussuoso Monolith Hotel, che appare invisibile agli occhi dei cittadini grazie ai poteri del discendente di Gengis Khan.
Mentre Margo e il padre Reinhardt disattivano la bomba, l'Uomo Ombra si introduce nel Monolith dove uccide Claymore e si confronta con Shiwan Khan in un furibondo scontro soprannaturale. Alla fine l'Uomo Ombra sconfigge Shiwan infilzandolo nel petto con Thurba (il dolore deconcentra Khan rendendo l'hotel visibile alle persone) e come colpo di grazia gli trapassa il cranio con una grossa scheggia di vetro. Shiwan si risveglia in un manicomio e scopre di non poter esercitare più i propri poteri poiché i medici (alleati dell'Uomo Ombra) gli hanno chirurgicamente asportato la scheggia dal cervello e con essa il lobo frontale, dal quale dipendevano le sue capacità. Mentre Shiwan Khan passa il resto dei suoi giorni nel manicomio, Cranston  inizia una relazione con Margo, con cui unisce le forze per continuare a operare contro il male nei panni dell'Uomo Ombra.

## Riconoscimenti
- 1995 – Saturn Award
  - Candidatura per la miglior attrice protagonista a Penelope Ann Miller
  - Candidatura per la miglior colonna sonora a Jerry Goldsmith
  - Candidatura per i migliori costumi a Bob Ringwood
  - Candidatura per i migliori effetti speciali

## Opere derivate
James Luceno ha scritto una trasposizione letteraria del film che approfondisce gli eventi della trama e comprende molte citazioni dal programma radiofonico e dalle riviste pulp originali, in maniera molto significativa. Allude per esempio al fatto che la vera identità dell'Uomo Ombra sia Kent Allard e che Lamont Cranston fosse solo un'identità fittizia.
Le softwarehouse statunitensi Midway e Bally nel 1994 produssero un flipper ispirato dal film con le voci digitalizzate degli attori.